# Storbritanniens Grand Prix 1986
Storbritanniens Grand Prix 1986 var det nionde av 16 lopp ingående i formel 1-VM 1986. Detta var det sista F1-loppet på Brands Hatch.

## Resultat
1. Nigel Mansell, Williams-Honda, 9 poäng
2. Nelson Piquet, Williams-Honda, 6
3. Alain Prost, McLaren-TAG, 4
4. René Arnoux, Ligier-Renault, 3
5. Martin Brundle, Tyrrell-Renault, 2
6. Philippe Streiff, Tyrrell-Renault, 1
7. Johnny Dumfries, Lotus-Renault
8. Derek Warwick, Brabham-BMW
9. Jonathan Palmer, Zakspeed

### Förare som bröt loppet
- Thierry Boutsen, Arrows-BMW (varv 62, för få varv)
- Patrick Tambay, Team Haas (Lola-Ford) (60, växellåda)
- Michele Alboreto, Ferrari (51, turbo)
- Alessandro Nannini, Minardi-Motori Moderni (50, styrning)
- Teo Fabi, Benetton-BMW (45, bränslesystem)
- Riccardo Patrese, Brabham-BMW (39, motor)
- Ayrton Senna, Lotus-Renault (27, växellåda)
- Huub Rothengatter, Zakspeed (24, motor)
- Andrea de Cesaris, Minardi-Motori Moderni (23, elsystem)
- Gerhard Berger, Benetton-BMW ( 22, elsystem)
- Alan Jones, Team Haas (Lola-Ford) (22, gasspjäll)
- Stefan "Lill-Lövis" Johansson, Ferrari (20, motor)
- Keke Rosberg, McLaren-TAG (7, växellåda)
- Jacques Laffite, Ligier-Renault (0, kollision)
- Christian Danner, Arrows-BMW (0, kollision)
- Piercarlo Ghinzani, Osella-Alfa Romeo (0, kollision)
- Allen Berg, Osella-Alfa Romeo (0, kollision)